# Ржевский автобус
Рже́вский авто́бус — система городского автотранспорта города Ржев Тверской области.
Парк состоит преимущественно из автобусов марки «Vector Next» и ЛиАЗ-4292. Все рейсы выполняются единой компанией ООО «Транспорт Верхневолжья».

## История

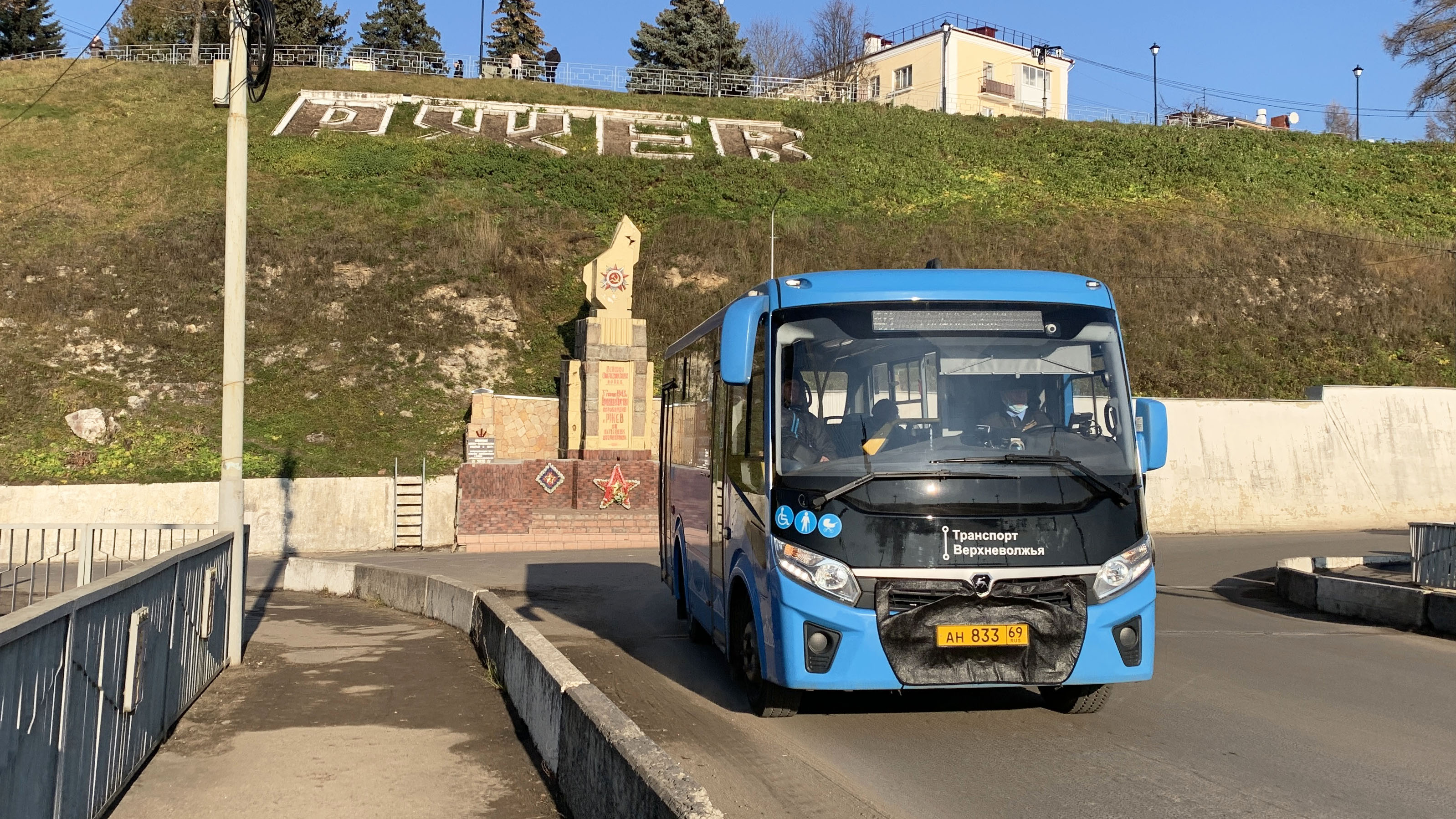
Автобус ПАЗ Vector Next на Старом мосту

Первый городской автобусный маршрут появился 12 декабря 1936 года. Он соединил между собой два городских вокзала «Ржев-I» и «Ржев-II».
В советское время эксплуатировались автобусы марок: ЛАЗ-695, ЛиАЗ-677 и Ikarus 260, в постсоветское (до 2000-х годов) — подаренные Правительством Германии, списанные марки «Mercedes-Benz».

## Список маршрутов[1][2]
Городские:
- №1 Ржев-2 — Мебельный комбинат
- №2 Старые Краны — Хорошево
- №2А Мебельный комбинат — Микрорайон Порт
- №2Б Старые Краны — Ржевский мемориал/Кирпичный завод (в отдельные часы)
- №3 Калининские дома — Нижний Бор
- №4 Ржев-2 — Микрорайон Порт
- №4А Старые Краны — Хлебозавод
- №7 Мебельный комбинат — Старые Краны
- №9 Старые Краны — Солнечная улица, дом №26
- №10 Мебельный комбинат — Хорошево
- №10Б Мебельный комбинат — Ржевский мемориал
- №11 Ржев-2 — Щупинское кладбище
- №13 Микрорайон Порт — Юрятино
- №15 Микрорайон Порт — Верхний Бор
- №24 Хлебозавод — Микрорайон Порт/Авиационный ремонтный завод

Пригородные:
- №332 Ржев (автовокзал) — Замятино/Медведево
- №333 Ржев (автовокзал) — Ефимово
- №334 Ржев (автовокзал) — Светителево
- №335 Профессианальный лицей №42 — Мончалово
- №336 Ржев (автовокзал) — Итомля
- №337 Ржев (автовокзал) — Кокошкино/Сухуша
- №338 Ржев (автовокзал) — Зайцево
- №339 Ржев (автовокзал) — Бураково
- №339А Бураково — Трубино
- №340 Ржев (автовокзал) — Орехово
- №341 Ржев (автовокзал) — Бураково
- №341А Бураково — Сахарово
- №342 РТС — Образцово
- №345 Профессиональный лицей №42 — Есинка
- №348 Ржев-2 — Посёлок Победа
- №349 Ржев (автовокзал) — Глебово
- №350 Щупинское кладбище — Антоново
- №351 Новые краны — Муравьёво
- №455 Ржев (автовокзал) — Зубцов (автовокзал)